# Rosenboa
Die Rosenboa (Lichanura trivirgata), auch Dreistreifen-Rosenboa, ist ein kleiner Vertreter der Boas (Boidae) und bildet mit der Nördlichen Rosenboa (Lichanura orcutti) die Gattung Lichanura in der Unterfamilie Charininae. Sie erreicht eine Gesamtlänge von selten mehr als 90 cm und bewohnt Trockensavannen und Hügellandschaften im Südwesten der USA und im Nordwesten Mexikos einschließlich der Baja California.
Terra typica: Cabo San Lucas, Baja California
Rosenboas leben dämmerungs- und nachtaktiv. Den Tag verbringen sie versteckt unter Steinen und in Höhlen oder eingegraben in den Boden. Ihre Fortpflanzung erfolgt ovovivipar, pro Wurf gebären die Weibchen durchschnittlich 5 Junge.
In Gefangenschaft erreichen Rosenboas ein Alter von etwa 15 Jahren.

## Taxonomie
Die Taxonomie der Rosenboa (Lichanura trivirgata) war in den letzten Jahren immer wieder Revisionen unterworfen:
- Lichanura trivirgata COPE 1861

[…]
- Charina trivirgata KLUGE 1993
- Lichanura trivirgata LINER 1994
- Charina trivirgata  MCDIARMID, CAMPBELL & TOURÉ 1999
- Lichanura trivirgata WOOD et al. 2008

Das Epitheton ist zusammengesetzt aus tri-virgatus. Die lat. Vorsilbe tri- bedeutet „drei“, virgatus (lat.) „geflochten“ (abgeleitet von virgae – „Rute“). Die häufigste Übersetzung ins Deutsche lautet „dreigestreift“. Im hier verwendeten Zusammenhang bezieht sich virgatus auf die meist rotbraune Längsstreifung der Rosenboas.
Lichanura ist aus lichanos: „Zeigefinger“ und oura: „Schwanz“ zusammengesetzt.

## Unterarten
Derzeit können fünf bis sechs Unterarten als valide angesehen werden.
- Lichanura trivirgata trivirgata, Synonyme: Lichanura bostici SPITERI 1991

Aussehen: glattrandige dunkelbraune bis fast schwarze kräftige Streifen auf beigem bis khakifarbenem Grund;
Vorkommen: Sonora in Mexiko, Süden von Arizona, Inseln Cedros und Natividad im Golf von Kalifornien, Baja California Sur
- Lichanura trivirgata arizonae

Aussehen: glattrandige braune Streifen auf dem Rücken, zwei braune Punkte auf jeder Bauchschuppe und je einen auf jedem Subcaudalschild
Vorkommen: westliches und mittleres Arizona
- Lichanura trivirgata gracia, Synonyme: Lichanura myriolepis COPE 1861; [Lichanura trivirgata myriolepis SPITERI 1991, nomen nudum (!)]

Aussehen: Streifen mit unregelmäßigen Rändern und vielen kleinen Punkten und Flecken in den hellen Zwischenräumen, unterschiedliche Farbtöne;
Vorkommen: südliches Kalifornien, südwestliches Arizona, Baja California Sur
- Lichanura trivirgata myriolepis

Vorkommen: Nordhälfte der Baja California
- Lichanura trivirgata roseofusca

Aussehen: teils blasse Streifen, häufig graubraun, auf gräulichem bis bläulich braunem Untergrund, die Ränder der Streifen sind unregelmäßig und die hellen Flächen von dunklen Flecken durchsetzt, teils nahezu einfarbige Zeichnung
Vorkommen: südwestliche Kalifornien, Nordhälfte der Baja California
- Lichanura trivirgata saslowi

Aussehen: glattrandige dunkelbraune, zimt- bis orangefarbene Streifen auf beigem Grund, Augenfanbe orange und grau
Vorkommen: nördliche Baja California

## Schutzstatus
Rosenboas sind im Anhang B der europäischen Artenschutzverordnung aufgeführt. In Deutschland dürfen Rosenboas danach ohne Genehmigung gehalten werden, entsprechend der Bundesartenschutzverordnung ist die Haltung jedoch gegenüber der jeweils zuständigen Landesbehörde meldepflichtig.

## Haltung und Nachzucht

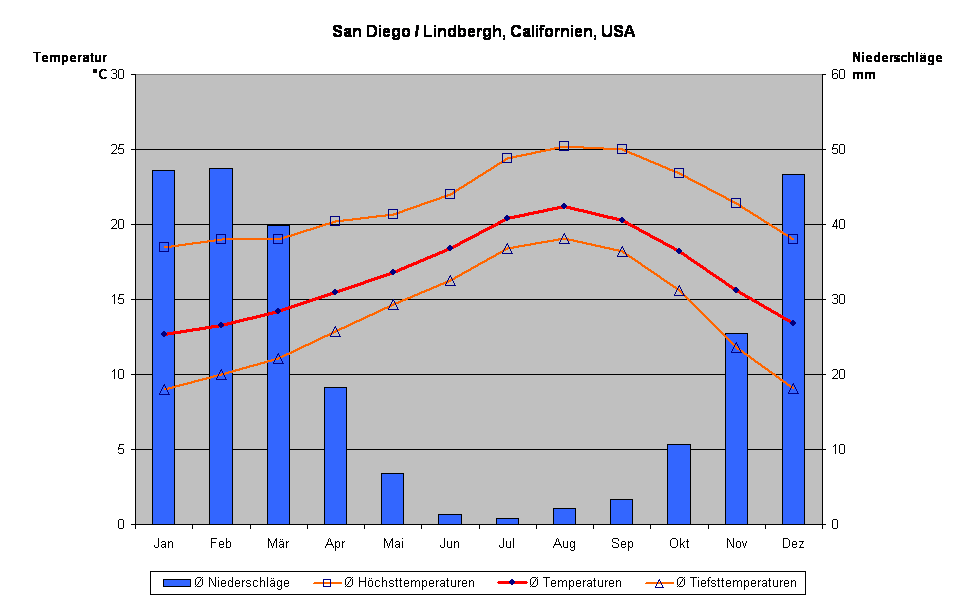
Zur Veranschaulichung des Klimas im natürlichen Lebensraum soll das Klimadiagramm aus San Diego / Lindbergh, CA. dienen.

Rosenboas sind relativ einfach zu haltende und nachzuzüchtende Schlangen. Ihre geringe Größe, ihre absolute Ungefährlichkeit und ihre geringen pflegerischen Ansprüche lassen sie auch für weniger erfahrene Reptilienhalter ideal erscheinen.
Als Terrarien empfehlen sich für ein Pärchen Behältergrößen von ca. 100 × 50 cm Grundfläche und 60–80 cm Höhe. Rosenboas leben bevorzugt auf dem Bodengrund und klettern nur selten. Als Substrat eignet sich Sand, besser sind unbehandelte Buchenspäne. Rosenboas graben gerne im Bodengrund.
Als Bewohner von Trockenlandschaften sind Rosenboas relativ empfindlich gegenüber zu hoher Luftfeuchtigkeit. Eine relative Luftfeuchtigkeit von über 60 % sollte im Terrarium vermieden werden. Gelegentliches Überbrausen schadet den Tieren hingegen überhaupt nicht. Selten baden auch Rosenboas, eine entsprechend dimensionierte Wasserschüssel sollte daher nicht fehlen.
Rosenboas mögen es die meiste Zeit im Jahr warm. Gut geeignet ist ein Wärmestein, wenn dieser keine zu große Hitze entwickelt. Die Tagestemperaturen sollten zwischen 26 und 30 °C betragen, nachts kann die Temperatur auf etwa 20 °C (Zimmertemperatur) absinken.
Rosenboas benötigen eine Winterruhe von etwa 2–3 Monaten. Nachzuchterfolge können bereits erzielt werden, wenn für diesen Zeitraum die Beleuchtung ausgestellt wird und die Temperaturen im Terrarium 18 bis 21 °C nicht übersteigen. Besser ist aber eine echte Winterruhe bei etwa 12 °C.
Rosenboas bringen in der Natur ihre Jungen etwa im September zur Welt, ein Wurf besteht meist aus 5–6 Jungen.

### Terraristik
- Jerry G. Walls [Übers.: Elké und Thomas Ulber]: Kleine Boas – die Gattungen Charina, Lichanura, Eryx, Candoia im Terrarium. Ruhmannsfelden: Bede-Verl., 1995. – ISBN 3-927997-89-7
- Karl H. Switak: Zwergboas Nordamerikas: in Natur und Terrarium. TI Magazin (138): 39–44, 1997

### Wiss. Literatur
- Cope, E. D.: Contributions to the ophidiology of Lower California, Mexico and Central America. Proc. Acad. Nat. Sci. Philadelphia. 13:292–306, 1861
- Spiteri, David E.: The subspecies of Lichanura trivirgata: Why the confusion? Bull. Chicago Herpetol. Soc.26: 153–156, 1991
- McDiarmid,R.W.; Campbell,J.A. & Touré,T.A.: Snake species of the world. Vol. 1. Herpetologists’ League, 511 pp, 1999